# Full Speed Ahead
Full Speed Ahead è il settimo album dei Dirty Rotten Imbeciles, pubblicato nel 1995 dalla Rotten Records.

## Tracce
1. Problem Addict – 1:39
2. I'm the Liar – 4:13
3. Under the Overpass – 3:24
4. They Don't Care – 4:53
5. Drawn and Quartered – 2:30
6. No End – 3:33
7. Wages of Sin – 2:15
8. Syringes in the Sandbox – 3:40
9. Who Am I? * – 0:47
10. Girl With a Gun – 4:29
11. Dead Meat – 4:03
12. Down to the Wire – 3:14
13. Level 7 – 3:29
14. Broke – 0:45
15. Sucker – 3:31
16. Underneath the Surface – 26:19

* = Ri-registrazione dal primo album, Dirty Rotten LP (1983).

## Formazione
- Kurt Brecht – voce
- Spike Cassidy – chitarra, basso
- Chumly Porter – basso
- Ron Rampy – batteria